# Veit Brecher Wittrock

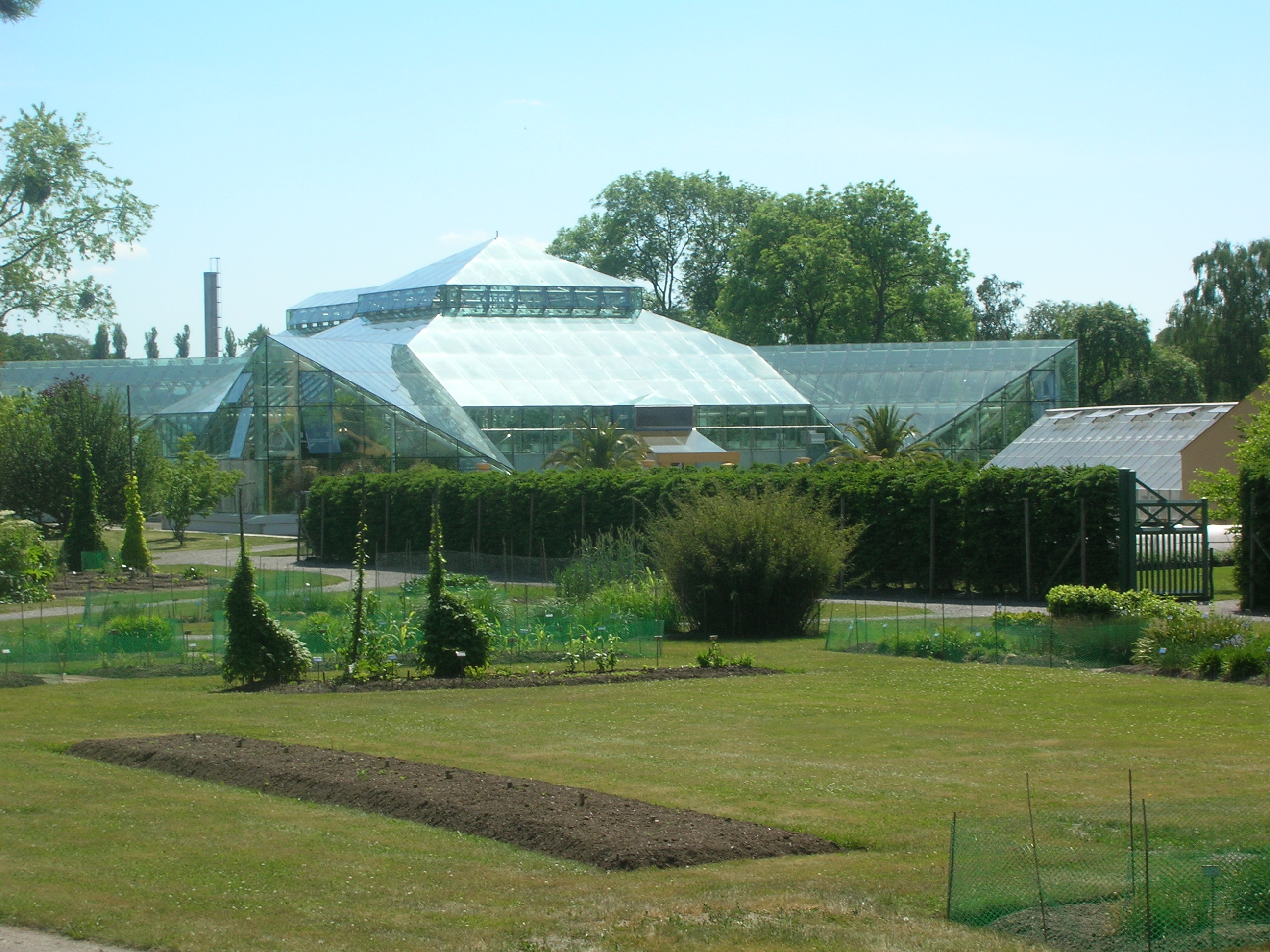
Bergianska trädgård heute

Veit Brecher Wittrock (* 5. Mai 1839 in Skogsbol, Holms socken in Dalsland; † 1. September 1914 in Stockholm) war ein schwedischer Botaniker mit deutschen Wurzeln. Seine Familie war aus Holstein nach Schweden eingewandert. Sein offizielles botanisches Autorenkürzel lautet „Wittr.“

## Leben
Wittrock war der Sohn des Fahnenjunkers und späteren Gutsverwalters Johan Magnus Wittrock (1799–1885) und seiner Frau Ingrid (geborene Dahlin). Er besuchte die Schule in Vänersborg, begann 1855 sein Studium in Botanik und Zoologie an der Universität Uppsala, wo er 1866 zum Dr. phil. promovierte. Im selben Jahr wurde er nebenamtlicher Dozent. Im Hauptberuf unterrichtete er von 1865 bis 1878 an einem Gymnasium in Uppsala. 1878 wurde er außerordentlicher Professor, und kurz darauf wurde er von der Königlich Schwedischen Akademie der Wissenschaften mit der vorübergehenden Leitung des kuratorischen Dienstes der botanischen Abteilung des Museums für Naturkunde in Stockholm beauftragt, da Nils Johan Andersson erkrankt war. 1879 wurde er Direktor des Bergianska trädgården (er ließ 1885 das neue Gelände im Stadtteil Norra Djurgården anlegen) und unterrichtete nebenbei an der Universität Stockholm.
Als Abgeordneter für Stockholm gehörte Wittrock von 1888 bis 1890 der zweiten Kammer des schwedischen Reichstags an.
Er war ein Algenforscher und schrieb ein Werk über das Gartenstiefmütterchen (Viola × wittrockiana Gams). 1907 schrieb er eine Abhandlung über Linnaea borealis L. En mångformig art. (Acta Horti Bergiani Band 4, Nr. 7).
Wittrock war seit 1875 mit Kristina Sofia Charlotta (geborene Danielsson) verheiratet.

## Ehrungen
Im Jahr 1887 wurde er zum Mitglied der Deutschen Akademie der Naturforscher Leopoldina gewählt. 1906 wurde er Mitglied der Bayerischen Akademie der Wissenschaften.
Nach ihm benannt ist die Pflanzengattung Wittrockia Lindm. aus der Familie der Bromeliengewächse (Bromeliaceae) und die Algengattung Wittrockiella Wille. Auch die Art Entocladia wittrockii (Wille) Burrows 1991 und das bekannte Garten-Stiefmütterchen (Viola x wittrockiana) sind nach ihm benannt.